# Helena Pilejczyk
Helena Pilejczyk (n. 1 aprilie 1931, Zieluń⁠(d), Żuromin County⁠(d), Mazovia, Polonia – d. 12 noiembrie 2023, Elbląg, Polonia) a fost o sportivă ce a reprezentat Polonia, medaliată olimpică. A participat la 2 ediții ale Jocurilor Olimpice (1960, 1964) în care a câștigat o medalie de bronz.